# Athetis lineosa
Athetis lineosa är en fjärilsart som beskrevs av Moore 1881. Athetis lineosa ingår i släktet Athetis och familjen nattflyn. Inga underarter finns listade i Catalogue of Life.